# Quinazolinona
Quinazolinona é um composto químico heterocíclico, formado por uma quinazolina ligada a um grupo carbonila no anel C4N2. Possui dois isômeros: 2-quinazolinona e 4-quinazolinona, sendo este último o mais comum. Esses compostos são de vasto interesse nos estudos de química medicinal.

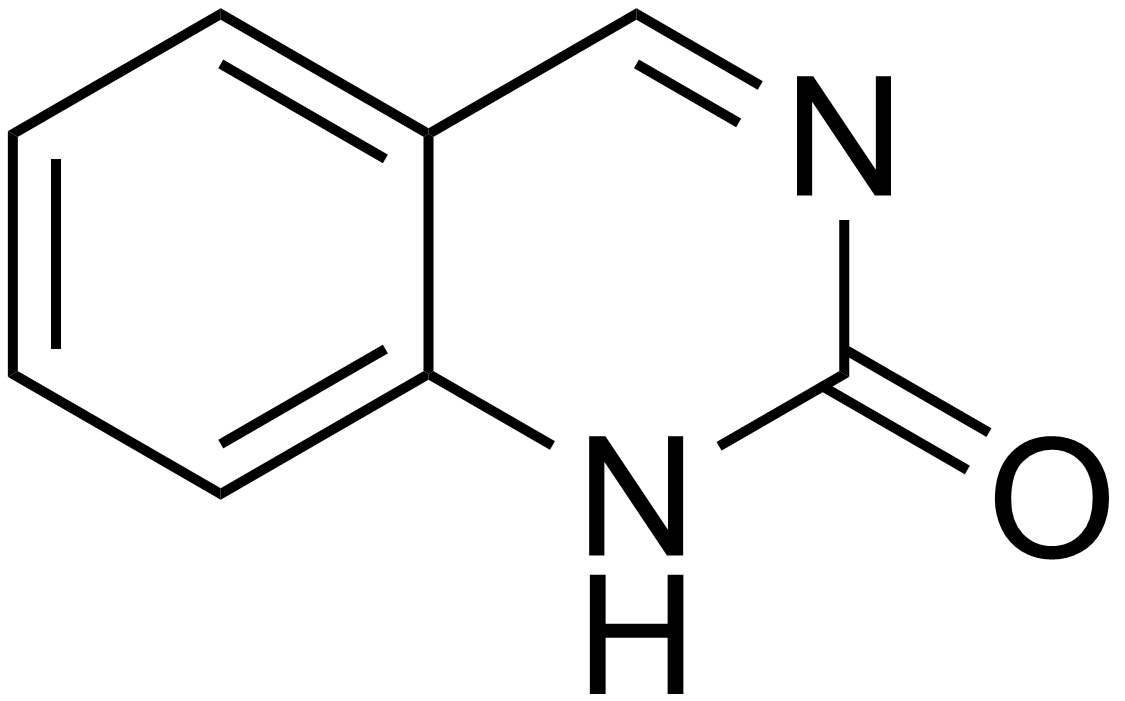
2-quinazolinona
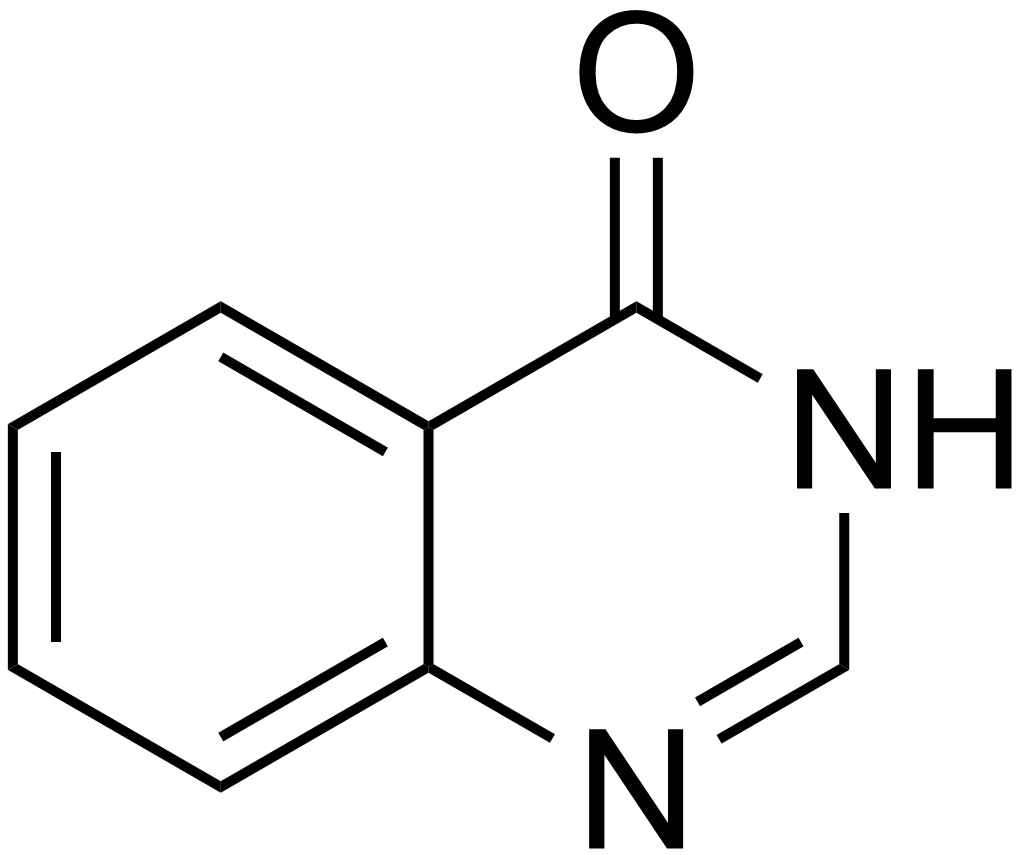
4-quinazolinona

## Síntese
As rotas de sínese mais comuns das quinazolinonas envolvem condensação de amidas em anilinas com nitrila orto, ácidos carboxílicos e amidas.
Drogas da classe das quinazolinonas que atuam como hipnóticos e sedativos possuem em sua estrutura um núcleo 4-quinazolinona com um grupo fenil substituído no átomo de nitrogênio 3.